# Медоу-Лейкс
Медоу-Лейкс (англ. Meadow Lakes) — статистически обособленная местность в боро Матануска-Суситна, штат Аляска, США. По данным переписи 2010 года население составляет 7570 человек.

## География
Площадь статистически обособленной местности составляет 181,2 км², из которых 173,4 км² — суша и 7,8 км² — открытые водные пространства. Расположена на реке Литл-Суситна. Через Медоу-Лейкс проходит Аляскинская железная дорога.

## Население
По данным переписи 2000 года население статистически обособленной местности составляло 4819 человек. Расовый состав: белые — 87,86 %; афроамериканцы — 0,54 %; коренные американцы — 5,42 %; азиаты — 0,60 %; жители островов Тихого океана — 0,21 %; представители других рас — 0,58 % и представители двух и более рас — 4,79 %. 3,01 % населения — латиноамериканцы всех рас.
Из 1702 домашних хозяйств в 42,5 % — воспитывали детей в возрасте до 18 лет, 55,1 % представляли собой совместно проживающие супружеские пары; 9,2 % — женщины, проживающие без мужей и 28,6 % не имели семьи. 20,9 % от общего числа семей на момент переписи жили самостоятельно, при этом 3,3 % составили одинокие пожилые люди в возрасте 65 лет и старше. В среднем домашнее хозяйство ведут 2,83 человек, а средний размер семьи — 3,30 человек.
Доля лиц в возрасте младше 18 лет — 33,4 %; лиц старше 65 лет — 4,9 %. Средний возраст населения — 33 года. На каждые 100 женщин приходится 113,8 мужчин; на каждые 100 женщин в возрасте старше 18 лет — 111,5 мужчин.

## Экономика
Средний доход на совместное хозяйство — $41 030. Средний доход на душу населения — $17 295.